# Orchideae
Orchideae vormen een tribus (geslachtengroep) van de Orchidoideae, een onderfamilie van de orchideeënfamilie (Orchidaceae).
Orchideae zijn met meer dan 1300 soorten de grootste van de vier tribus van de onderfamilie.
Vele van de in België en Nederland inheemse orchideeën, waaronder de orchissen (Orchis) en de spiegelorchissen (Ophrys), vallen onder deze tribus.

## Kenmerken
Kenmerkend voor Orchideae zijn de ‘wisselknollen’: tijdens de bloei ontstaat reeds een wortelknol voor het volgende jaar, met daarop de knop voor de nieuwe bloemstengel. Tijdens of direct na de winter ontwikkelt zich de nieuwe stengel, kort daarop wordt de nieuwe knol gevormd, en gelijktijdig verwelkt de oude. De plant heeft dus steeds twee knollen, die wel van grootte kunnen verschillen.
De bloem van Orchideae bezit een gynostemium met één rechtopstaande helmknop met aan het einde een kleefschijfje of viscidium en een uitsteekseltje of rostellum. De pollinia vormen een zachte, kleverige massa, in verschillende zakjes verdeeld.

## Habitat en verspreiding
De soorten van de subtribus Orchidinae zijn vooral te vinden op het noordelijk halfrond, Afrika en tropisch Azië; de Habenariinae daarentegen hoofdzakelijk in zuidelijk Afrika.
Orchideae zijn waarschijnlijk ontstaan in Zuidoost-Azië en van daar uit in twee richtingen, zuidelijk Afrika enerzijds en Europa anderzijds, gemigreerd, waar de verschillende geslachten en soorten zich verder ontwikkeld hebben. Maar ook een verspreiding vanuit Afrika naar Europa en Azië is denkbaar.

## Taxonomie
Orchideae worden onderverdeeld in twee subtribus, de Orchidinae met ongeveer 370 soorten in een dertigtal geslachten, en de Habenariinae, 930 soorten in ongeveer 25 geslachten.
Net zoals bij de meeste andere orchideeëngroepen is bij recent DNA-onderzoek gebleken dat vele van deze groepen niet monofyletisch zijn, dus zal de beschrijving en het aantal geslachten waarschijnlijk nog wijzigen.
- Subtribus: Habenariinae
  - Geslachten:
    - Androcorys
    - Arnottia
    - Benthamia
    - Bonatea
    - Brachycorythis
    - Centrostigma
    - Cynorkis
    - Deroemeria
    - Diphylax
    - Diplacorchis
    - Diplomeris
    - Dracomonticola
    - Gennaria
    - Habenaria
    - Hemipiliopsis
    - Herminium
    - Kryptostoma
    - Megalorchis
    - Oligophyton
    - Parhabenaria
    - Pecteilis
    - Peristylus
    - Physoceras
    - Platycoryne
    - Podandria
    - Porolabium
    - Renzorchis
    - Roeperocharis
    - Rolfeella
    - Senghasiella
    - Smithorchis'
    - Stenoglottis
    - Thulina
    - Tsaiorchis
    - Tylostigma
    - Veyretella
- Subtribus: Orchidinae
  - Geslachten:
    - Aceratorchis
    - Amerorchis
    - Amitostigma
    - Anacamptis
    - Aorchis
    - Barlia
    - Bartholina
    - Brachycorythis
    - Chamorchis
    - Chondradenia
    - Chusua
    - Coeloglossum → Dactylorhiza
    - Comperia
    - Dactylorhiza (Handekenskruid)
    - Galearis
    - Gymnadenia (Muggenorchis)
    - Hemipilia
    - Himantoglossum
    - Holothrix
    - Neobolusia
    - Neotinea
    - Neottianthe
    - Nigritella
    - Ophrys (Spiegelorchis)
    - Orchis
    - Piperia
    - Platanthera (Nachtorchis)
    - Ponerorchis
    - Pseudodiphryllum
    - Pseudorchis
    - Schizochilus
    - Serapias (Tongorchis)
    - Steveniella
    - Symphyosepalum
    - Traunsteinera

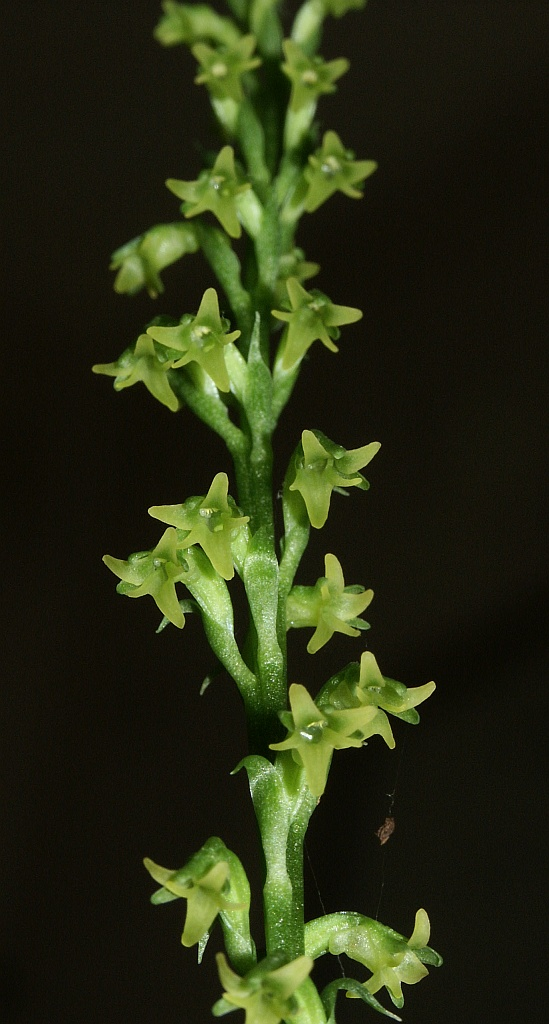
Gennaria diphylla
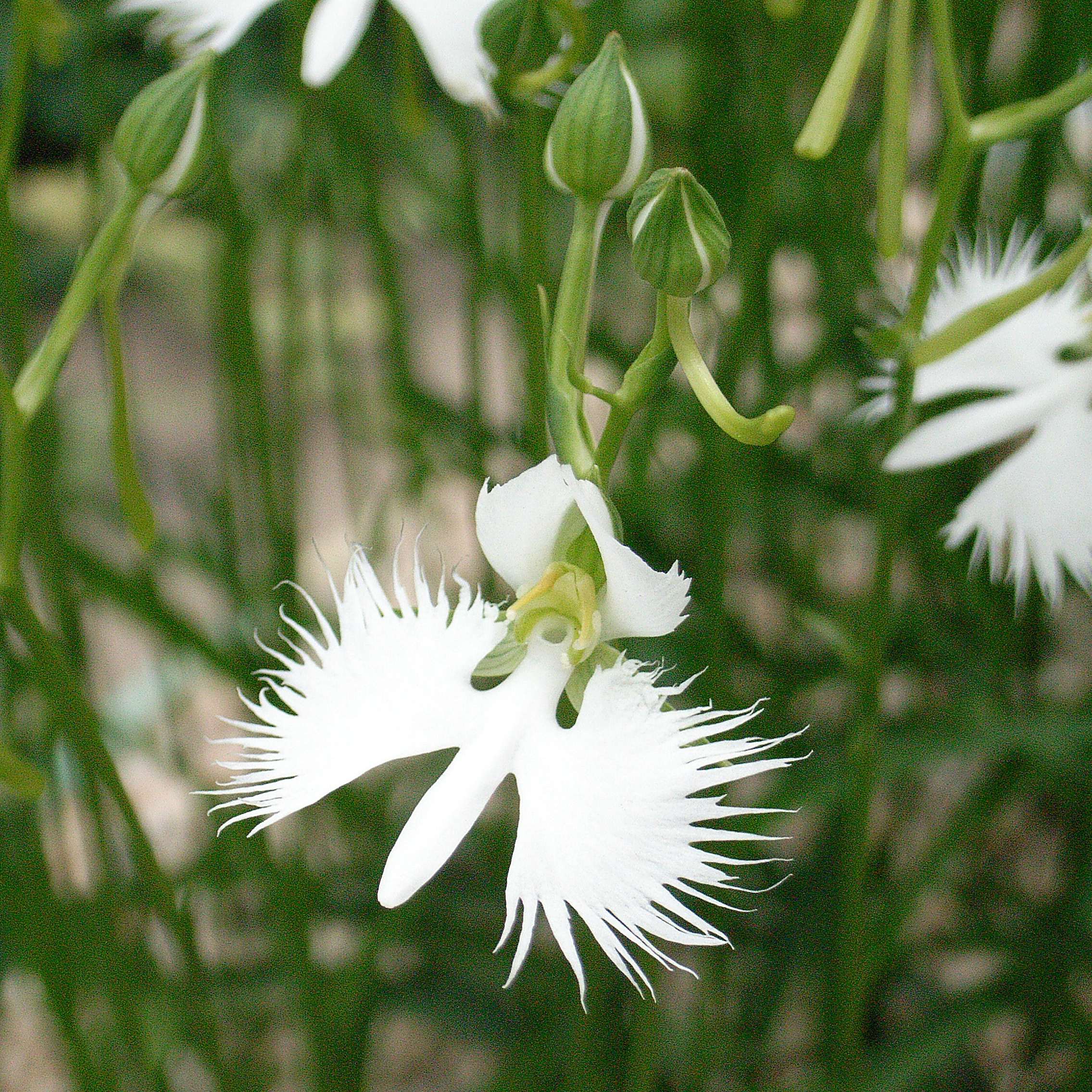
Habenaria radiata
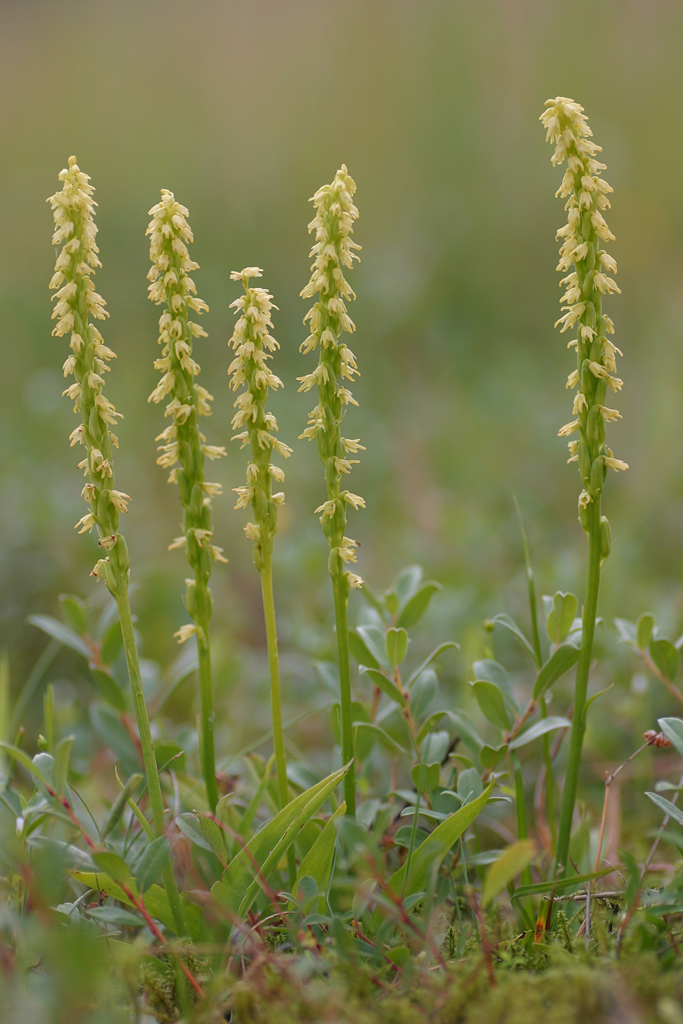
Honingorchis (Herminium monorchis)
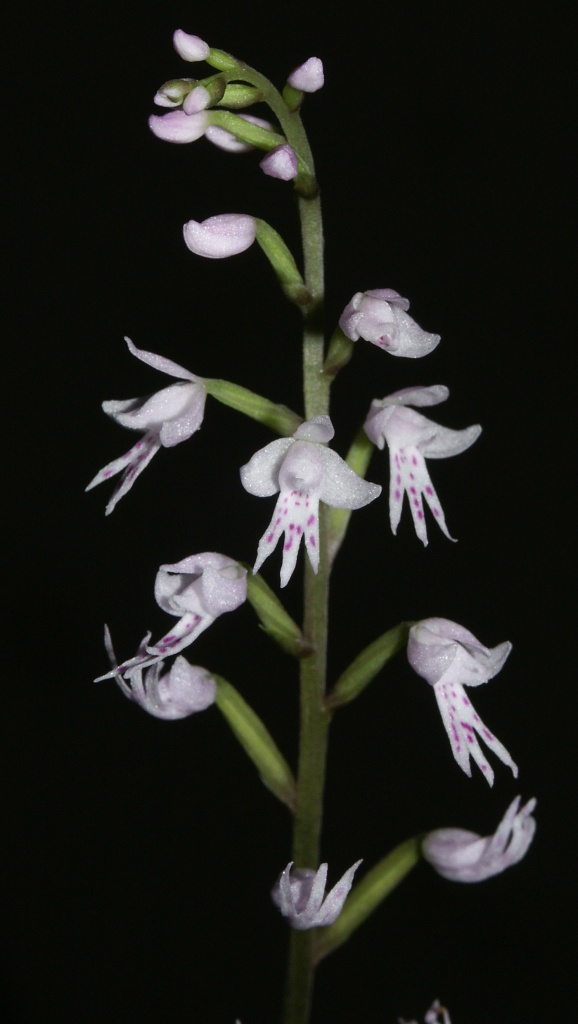
Stenoglotis fimbriata
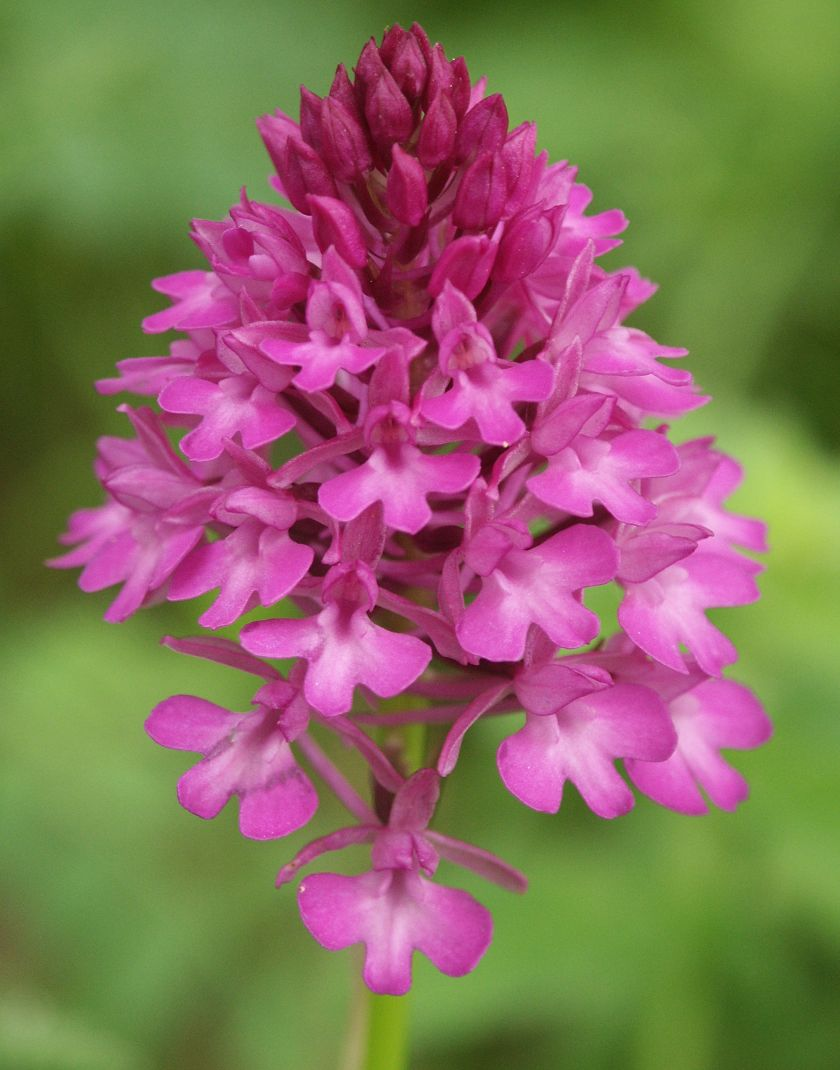
Piramide-orchis (Anacamptis pyramidalis)
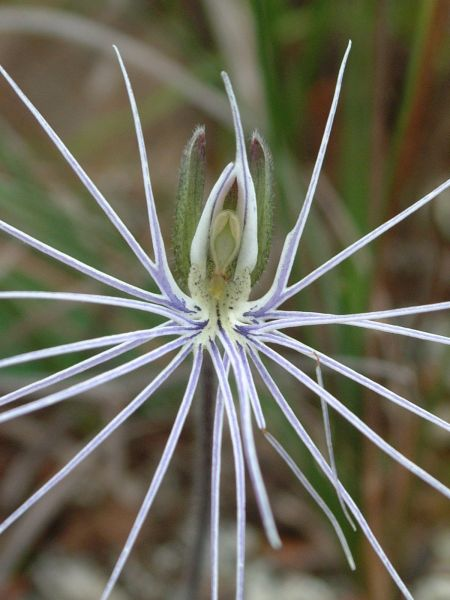
Bartholina burmanniana
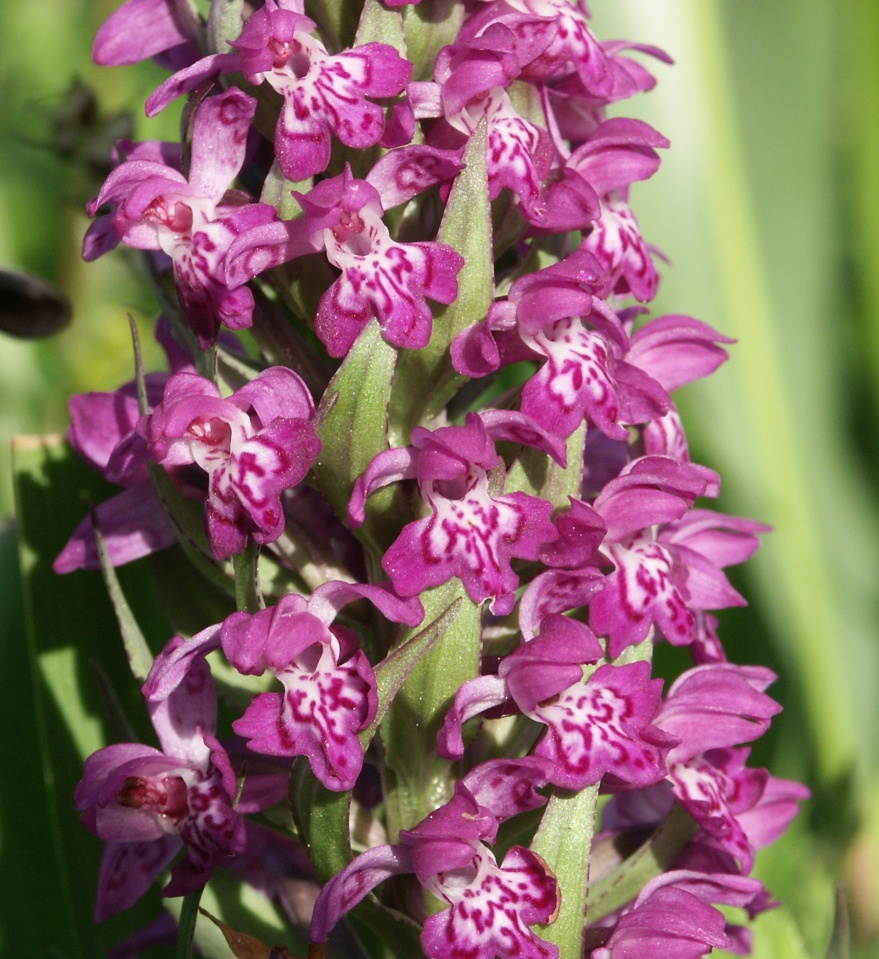
Brede orchis (Dactylorhiza majalis)
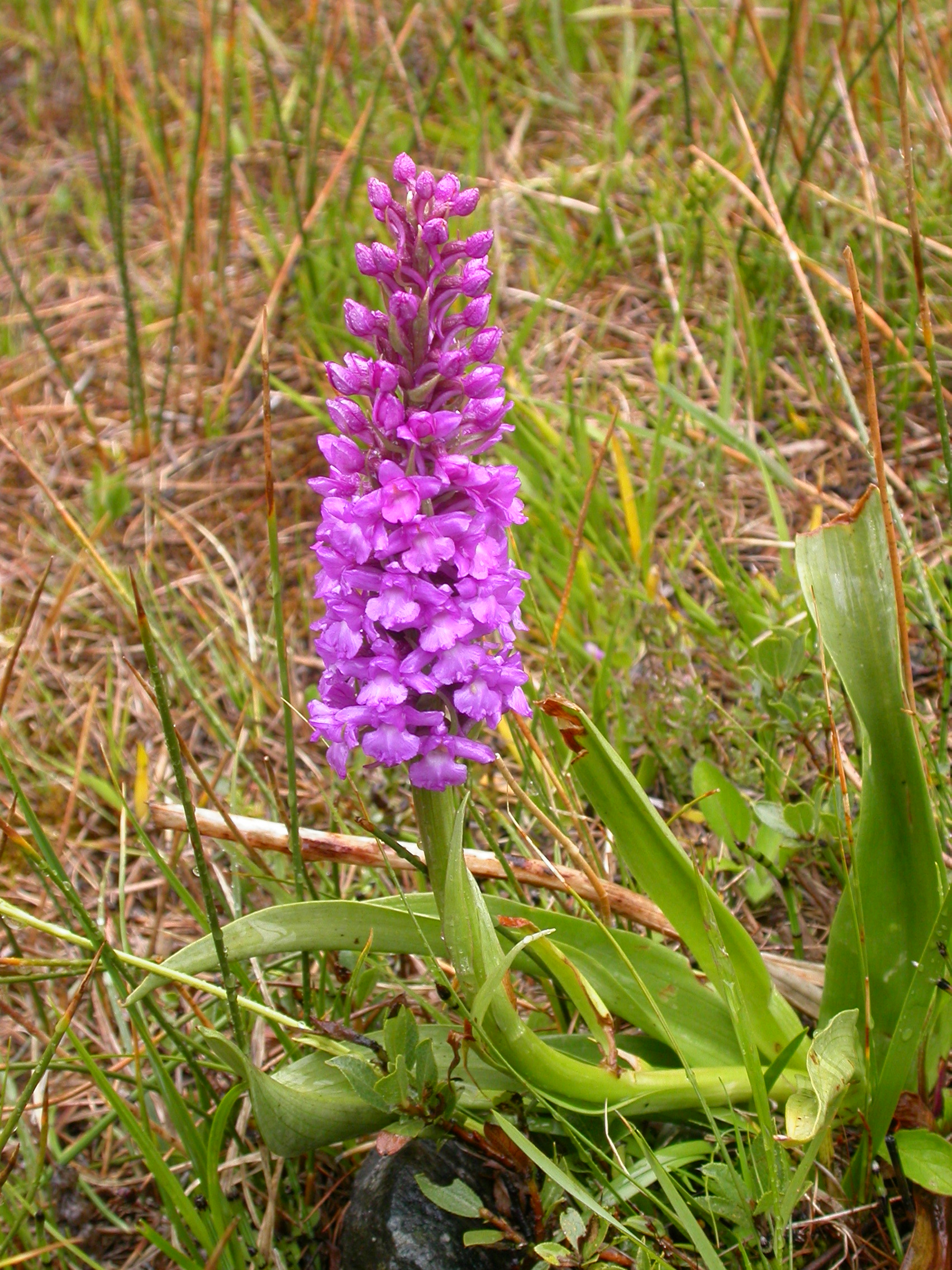
Grote muggenorchis (Gymnadenia conopsea)
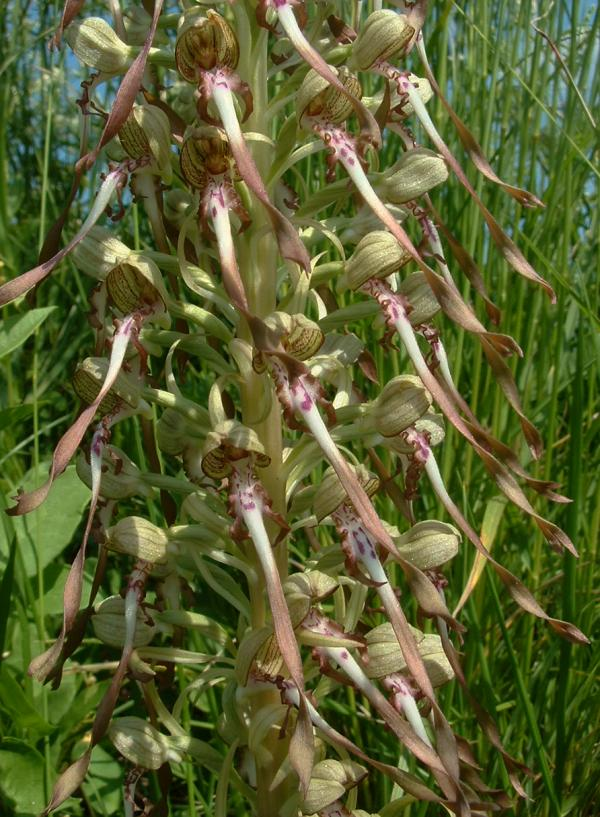
Bokkenorchis (Himantoglossum hircinum)
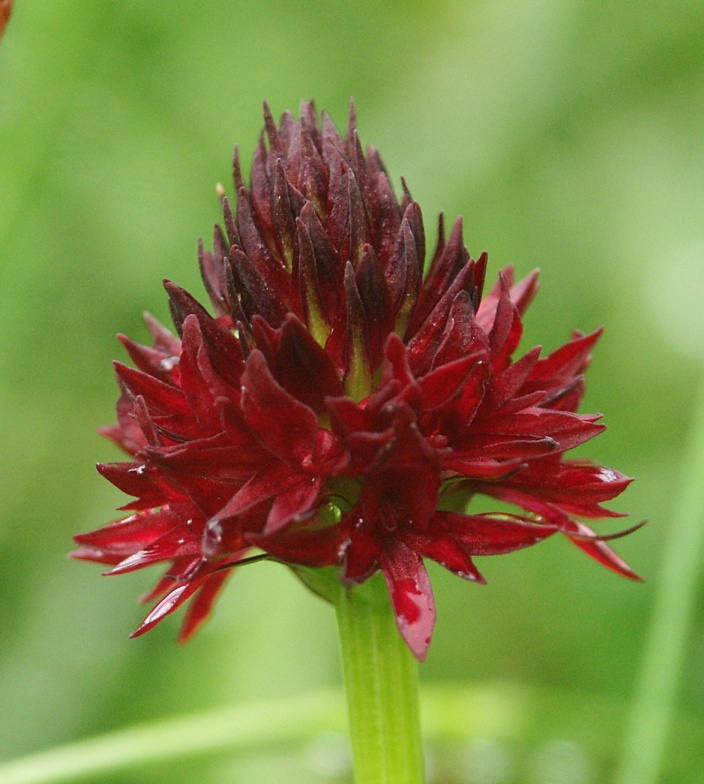
Nigritella rhellicani
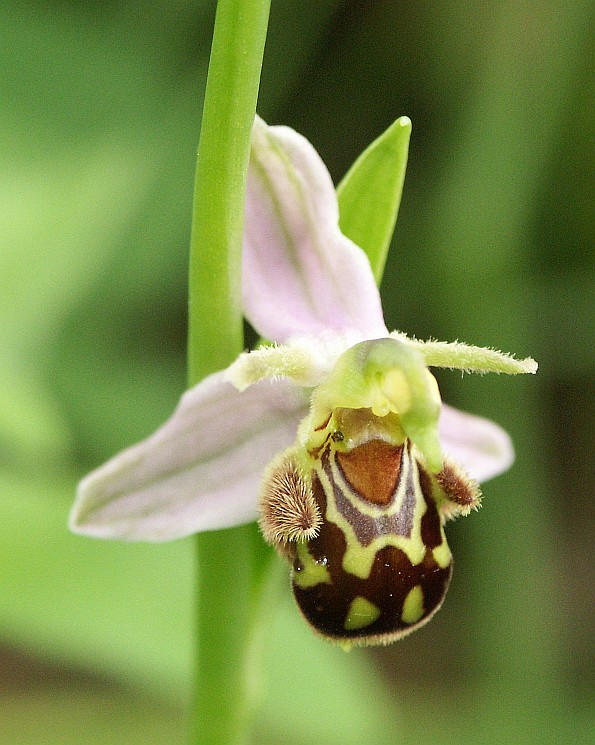
Bijenorchis (Ophrys apifera)
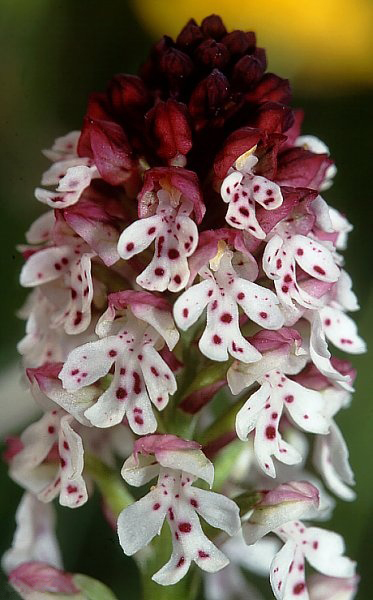
Aangebrande orchis (Orchis ustulata)
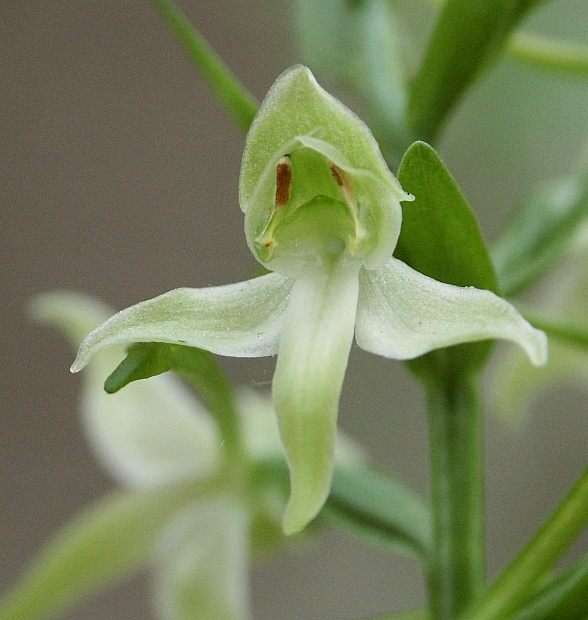
Bergnachtorchis (Platanthera chlorantha)
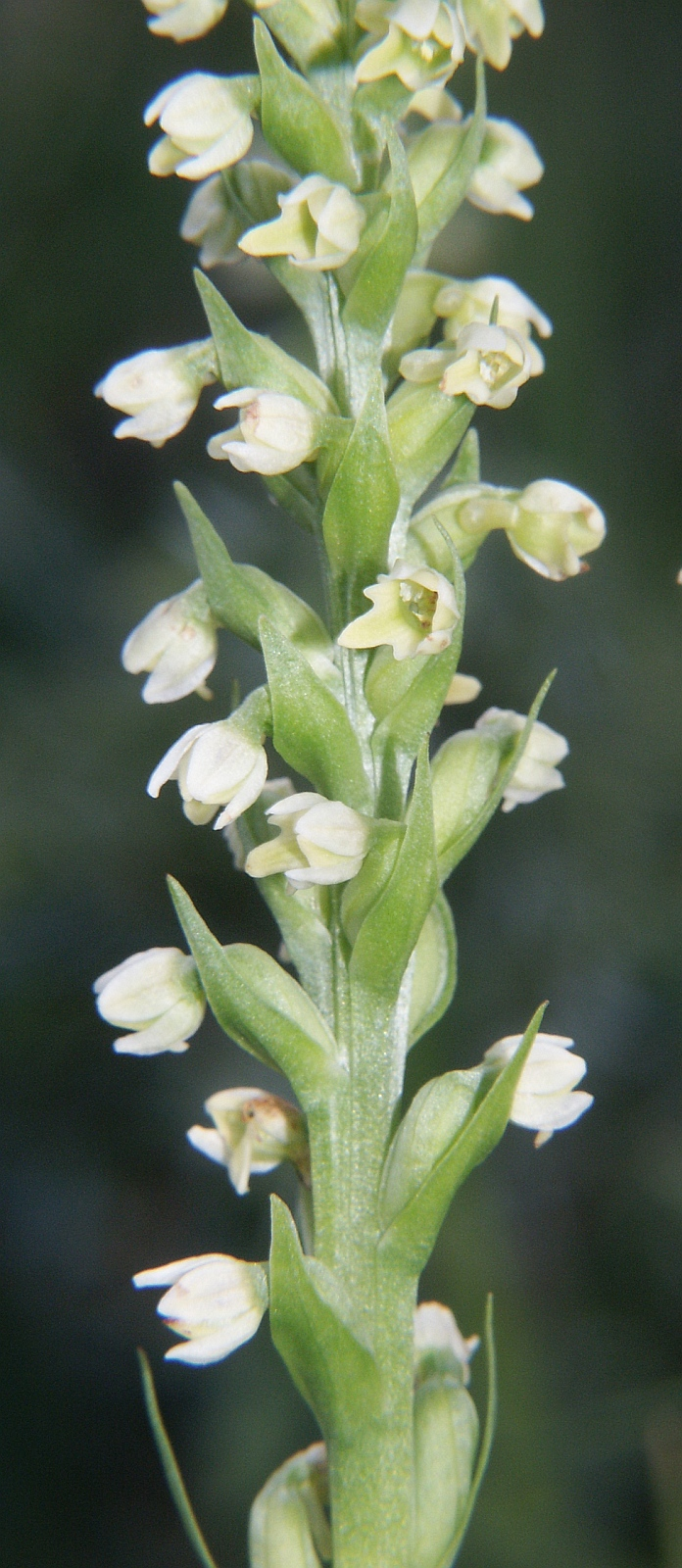
Witte muggenorchis (Pseudorchis albida)
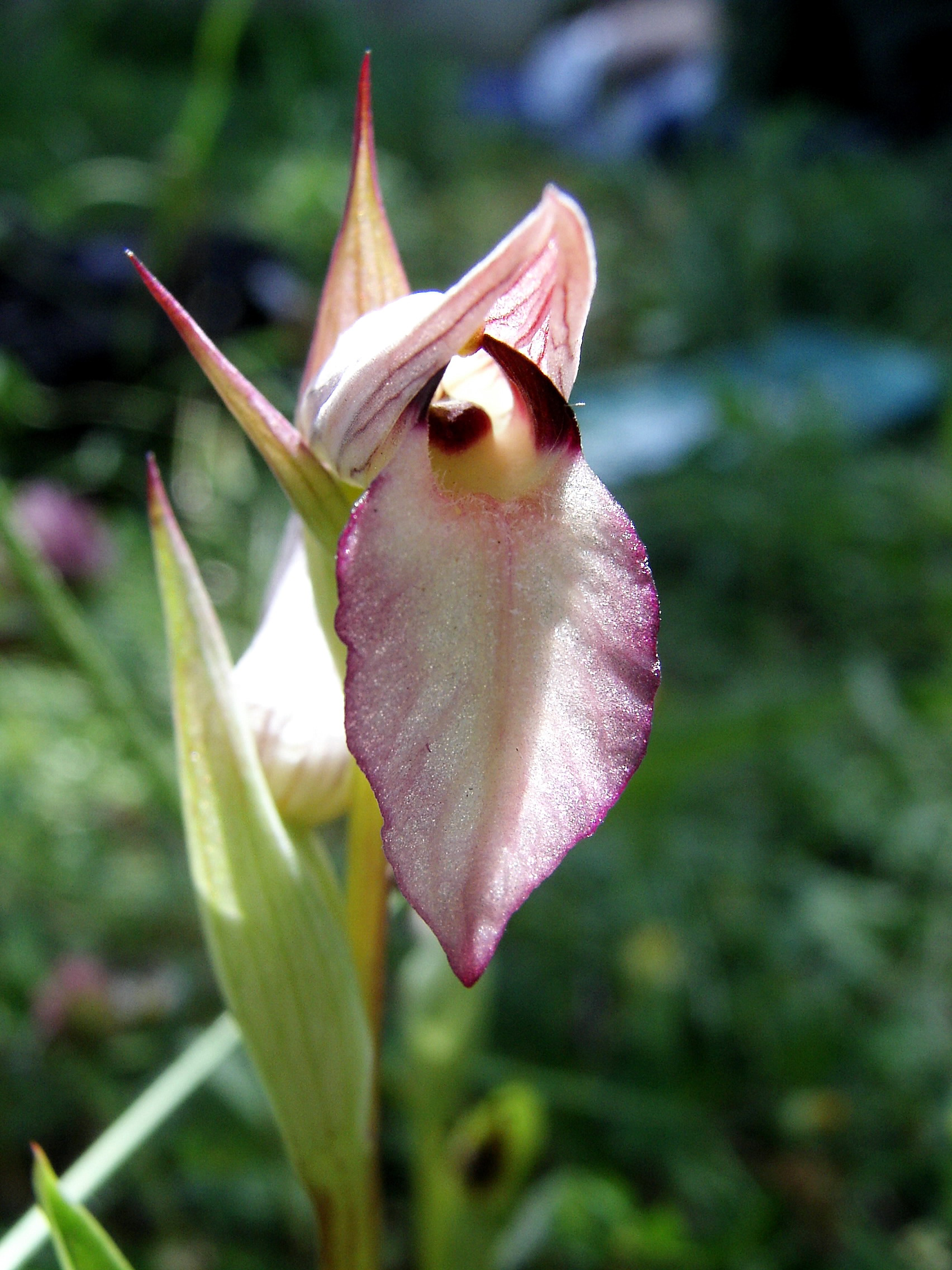
Gewone tongorchis (Serapias lingua)
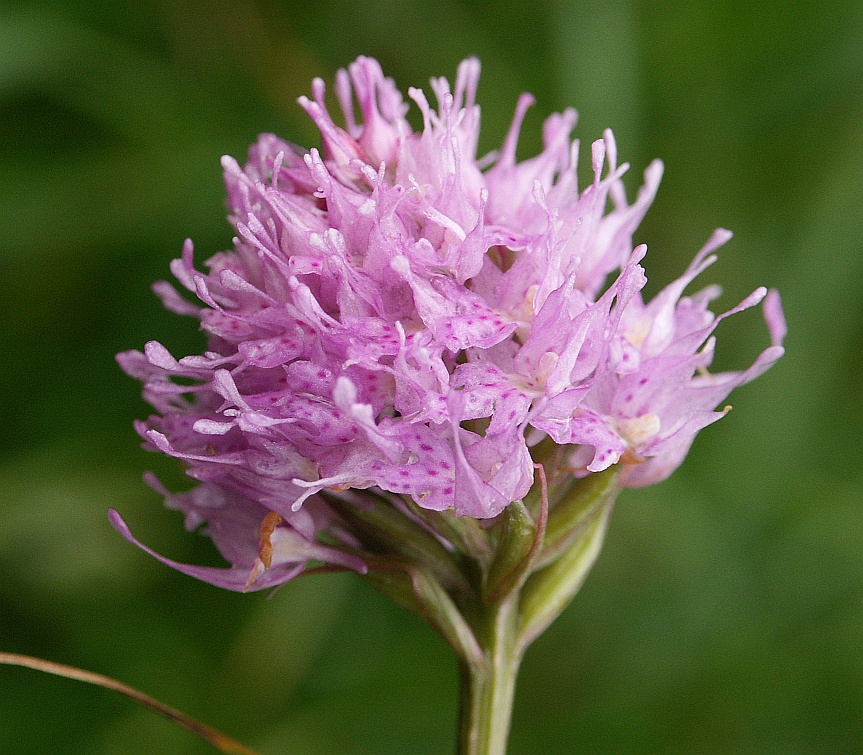
Knotsorchis (Traunsteinera globosa)